# Mark Ervin
Mark Ervin es un animador estadounidense. Actualmente trabaja en Los Simpson, donde anteriormente fue director y donde ha sido uno de los artífices de las populares secuencias de entrada de la serie.

## Trayectoria
Ervin comenzó su carrera en la serie de televisión Los Simpson en el año 1990, donde entró a formar parte del equipo como animador en las escenas de la pizarra de Bart Simpson en la secuencia de entrada de la serie. Desde entonces lleva trabajando en esta serie, pero también ha participado en otros proyectos televisivos.
En 1991 entró a formar parte de la serie Rugrats, donde colaboró en la primera temporada de la serie, en 1992, año en que abandonó la serie. Al año siguiente, entró en la serie Rocko's Modern Life, donde tan solo estuvo en cuatro capítulos. En 1994 participó en el capítulo del 29 de junio de la serie The Critic, y posteriormente, en 1999 entró en la serie Futurama. Aquí estuvo hasta el año 2002 trabajando como director en seis episodios de la segunda, tercera y cuarta temporada. Por último, trabajó en la película de Padre de familia llamada Stewie Griffin: La historia jamás contada en el año 2005.
Volviendo a Los Simpson, Ervin ha trabajado en 85 episodios de la serie desde 1990 hasta 2009. Fue director de los episodios All Singing, All Dancing, Wild Barts Can't Be Broken y Monty Can't Buy Me Love, así como en Los Simpson: la película.

## Trabajo como director

### Futurama
| Año  | Capítulo                                 | Cargo    |
| ---- | ---------------------------------------- | -------- |
| 1999 | I Second That Emotion                    | Director |
| 2000 | How Hermes Requisitioned His Groove Back | Director |
| 2000 | The Cryonic Woman                        | Director |
| 2001 | The Day the Earth Stood Stupid           | Director |
| 2002 | A Pharaoh to Remember                    | Director |
| 2002 | Leela's Homeworld                        | Director |

### Los Simpson
| Año  | Capítulo                   | Cargo    |
| ---- | -------------------------- | -------- |
| 1999 | All Singing, All Dancing   | Director |
| 1999 | Wild Barts Can't Be Broken | Director |
| 1999 | Monty Can't Buy Me Love    | Director |